# Munidopsis allae
Munidopsis allae is een tienpotigensoort uit de familie van de Munidopsidae. De wetenschappelijke naam van de soort is voor het eerst geldig gepubliceerd in 1989 door Khodkina & Duriš.